# Hydroporus apenninus
Hydroporus apenninus là một loài bọ cánh cứng trong họ Bọ nước. Loài này được Pederzani & Rocchi miêu tả khoa học năm 2005.